# Principato di Rjazan'
Il Principato di Rjazan' (in russo Великое княжество Рязанское?, Velikoe knjažestvo Rjazanskoe) fu un principato russo, con capitale Rjazan' che esistette dal 1078, quando si separò dal principato di Černihiv, fino al 1571 quando divento' parte della Moscovia.

## Prima dell'invasione di Batu Khan
Tra il 1097 e il 1155, il principato divenne uno stato sovrano e fino al 1161, secondo il Codice Ipaziano (la cui prima parte è l'importante Cronaca degli anni passati) il nome ufficiale era Principato di Muromo-Rjazan'. Il primo sovrano di Rjazan' fu presumibilmente Jaroslav Svjatoslavič, principe di Černihiv (una città del Rus' di Kiev) e poi, in seguito, Principe di Murom-Rjazan'. La capitale del Granducato divenne Rjazan'. Tuttavia, l'attuale città di Rjazan' si trova 64 km a nord dalla capitale del tempo nota storicamente come Rjazan' Staraja (Vecchia Rjazan'). Entro la fine del XII secolo, il Principato intraprese guerre con il vicino Granducato di Vladimir-Suzdal, di cui prima era stato vassallo. Nel corso dei diversi conflitti, la città di Rjazan' fu attaccata varie volte: il più massiccio degli attacchi avvenne nel 1209 ad opera dei Bulgari del Volga. Nel 1217, accadde un evento importante nella storia di Rjazan': durante la guerra civile scoppiata all'interno del Ducato, sei personaggi di grande influenza politica furono assassinati da Gleb Vladimirovic, che in seguito disertò passando alla fazione rivale, composta dai Cumani. Più o meno nello stesso periodo, il Ducato vide l'ingresso in battaglia del Vladimir-Suzdal', determinante nella lotta a fianco di Ryazan per ripristinare una situazione di stabilità interna. Nel 1217 Gleb Vladimirovic, con il sostegno dei Cumani, tentò di riportare Rjazan' fuori dall'influenza del vicino principato settentrionale, ma fu sconfitto da un altro principe di Rjazan', Ingvar Igorevic, più tardi divenuto unico sovrano dello stato.
Nel dicembre 1237, il ducato divenne il primo di tutti gli altri ex stati di Rus' di Kiev a soffrire l'invasione mongola. Il ducato fu completamente invaso, quasi tutta la famiglia principesca uccisa, la capitale rasa al suolo e in seguito trasferita in un'altra posizione. Nel 1238, una sezione delle truppe di Rjazan' si ritirò per unirsi all'esercito di Vladimir-Suzdal e incontrarsi con le forze di Batu Khan vicino a Kolomna.

## Periodo dell'Orda d'Oro
Nel 1301, il principe Daniele di Russia assunse il controllo di Rjazan' a seguito di stratagemmi politici e imprigionò il principe Konstantin Romanovic. Nel 1305, il figlio di Daniel, il principe Jurij di Mosca, ordinò la sua morte. I due successori di Konstantin furono uccisi dall'Orda d'Oro.
Nel 1380, il principe Oleg Ivanovic non prese parte alla battaglia di Kulikovo, battaglia molto importante per la storia del Granducato di Mosca, sebbene fosse alleato di Mamaj (e per questo fu profondamente insultato dalle fonti del tempo).
Durante quasi tutta la sua storia, il Principato di Rjazan' risultò in conflitto con Pronsk e il circondario, fino a quando Rjazan' annesse completamente Pronsk nel 1483, durante la reggenza di Anna di Rjazan'.

## Annessione di Rjazan'
Nel 1520, il Gran Principe Basilio III di Russia catturò e imprigionò a Mosca l'ultimo Gran Principe di Rjazan' Ivan V a causa delle sue relazioni con la Crimea retta dal khan Mehmed I Giray. Nel 1521, il principe Ivan Ivanovic riuscì a fuggire nel Granducato di Lituania. Successivamente, nel 1521, il Principato di Rjazan' fu annesso alla Moscovia.